# Prudencia Ayala
Prudencia Ayala (Sonzacate; 28 de abril de 1885-San Salvador; 11 de julio de 1936) fue una escritora, periodista, política y activista social salvadoreña, que luchó por el reconocimiento de los derechos de la mujer en El Salvador, fue un referente de la historia Hispanoamericana por convertirse en la primera mujer aspirante a la presidencia en su país.
Su postura y determinación, le permitieron dar inicio al reconocimiento de la mujer en una sociedad en la que solo el hombre gozaba de privilegios en cuanto a honores, roles y funciones claves dentro del ámbito político y económico, promoviendo la capacidad de la mujer y su importancia dentro de la sociedad.

## Familia
Provenía de una familia de origen indígena, sus padres fueron Aurelia Ayala y Vicente Chief, descendientes de indígenas nahuapipiles. Aunque se expresó y escribió en castellano entendía el idioma náhuat gracias al cuidado de sus abuelas. Su madre participó en la Revolución de los 44, levantamiento de 1894 contra el general Carlos Ezeta, motivo por el que fue condecorada como coronela. Cuando contaba con diez años de edad, se trasladó a la ciudad de Santa Ana, donde comenzó sus estudios primarios en el colegio de la profesora María Luisa de Cristofine, los cuales nunca pudo concluir debido a la falta de recursos económicos en su familia, por lo que desarrolló una formación autodidacta. 
Aprendió el oficio de costurera y lo ejerció paralelo a sus futuras actividades. Aseguraba que tenía la capacidad de predecir el futuro mediante revelaciones de «voces misteriosas», lo cual le daba relevancia entre sus allegados, permitiéndole ganar fama y reconocimiento. Dicha afirmación provocó, además, críticas y burlas por parte de algunos grupos sociales.  En 1899, a los 14 años, publicó su primer artículo en el Diario de Occidente, periódico de Ana Delgado de Rossi, donde la empiezan a llamar «la Sibila santaneca». En 1914 pronosticó la caída del káiser de Alemania y la entrada de los Estados Unidos en la guerra. De ahí en adelante, su nombre tomaría realce por sus planteamientos feministas y lo esotérico de su figura.

## Participación social

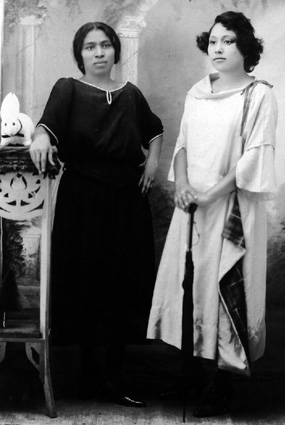
Prudencia Ayala junto a su madre Aurelia Ayala

A partir de sus publicaciones en el Diario de Occidente comienza a involucrarse en temas políticos y manifestándose partidaria del antiimperialismo, el feminismo y el unionismo centroamericano, además de expresar su rechazo a la invasión estadounidense de Nicaragua. También publicó poemas en varios periódicos del país.
En 1919 fue encarcelada por criticar en una de sus columnas, al alcalde de Atiquizaya y luego, en Guatemala, fue encarcelada varios meses, acusada de colaborar con la planeación de un golpe de Estado. En 1921 publicó el libro Escible. Aventuras de un viaje a Guatemala donde narraba su viaje a ese país en los últimos meses del gobierno dictatorial de Manuel Estrada Cabrera. Además publicó los libros Inmortal, amores de loca (1925) y Payaso literario (1928). A finales de la década de los años 1920 fundó y dirigió el periódico Redención femenina, donde expresó su postura en defensa de los derechos ciudadanos de las mujeres.

## Participación política

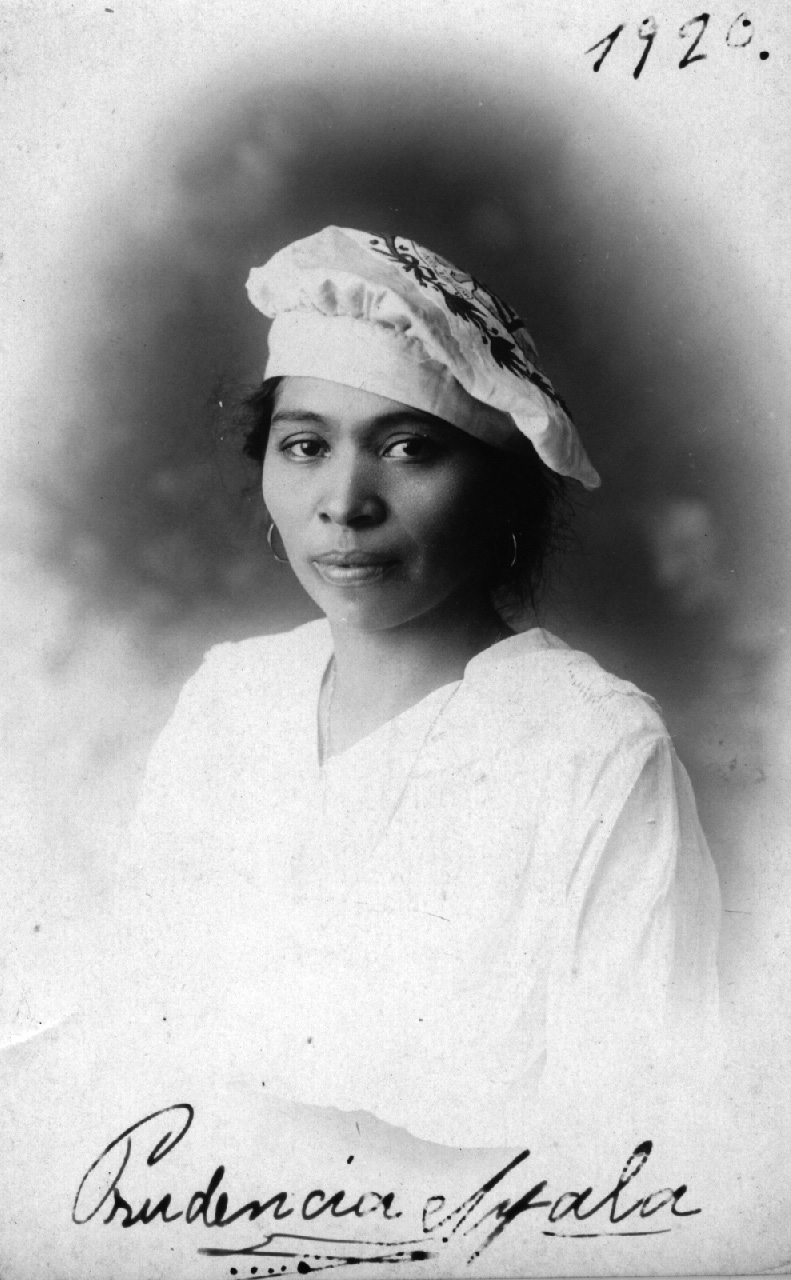
Ayala en 1920

En 1930, intentó postularse como candidata a la presidencia de la república, a pesar de que la legislación salvadoreña no reconocía el derecho al sufragio femenino. Lanzó su candidatura y programa de gobierno mediante Redención Femenina, el diario que fundó. Su plataforma de gobierno incluía el apoyo a los sindicatos, la honradez y transparencia en la administración pública, la limitación de la distribución y consumo del aguardiente, el respeto por la libertad de cultos y el reconocimiento de los «hijos ilegítimos» (hijos fuera del matrimonio). Se inició un debate público de argumentos jurídicos y políticos a favor y en contra de su pretensión. Uno de los defensores de su candidatura fue el filósofo, maestro, escritor y diputado Alberto Masferrer, quien escribió en el periódico Patria:

Prudencia Ayala defiende una causa justa y noble, cual es el derecho de la mujer a ser elector y ocupar altos puestos. Su programa de gobierno no es inferior en claridad, sentido práctico y sencillez, al de otros candidatos que se toman en serio.

Finalmente su solicitud fue rechazada por la Corte Suprema de Justicia y Prudencia se retiró de la política pero cerca del trabajo de masas y movimientos sociales. No se tiene constancia de su participación en el levantamiento campesino de 1932 pero se cree que colaboró con los alzados.  Prudencia Ayala murió en el 11 de julio de 1936. 
Sin embargo, el debate sobre la participación de las mujeres en la política continuó y su intento de postularse como presidenta de la República dio impulso al movimiento femenino.  En 1939, se aprobó el derecho al sufragio femenino y en la Constitución de 1950, bajo la aprobación del presidente Óscar Osorio, se dio reconocimiento legal a los derechos políticos de la mujer en El Salvador. En 1956 Rosa Amelia Guzmán de Araujo, Blanca Ávalos de Méndez y María Isabel Rodríguez serían las primeras diputadas de El Salvador.

## Homenajes póstumos

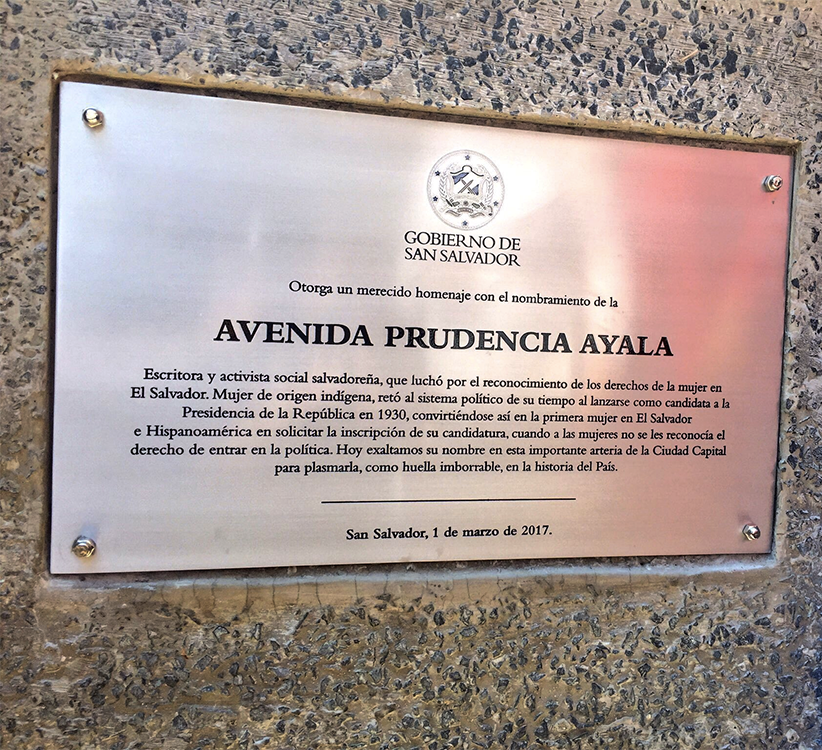
Placa en honor a prudencia ayala, en San Salvador. Ayala se convirtió en la primera mujer en declararse candidata para la Presidencia salvadoreña (o cualquier Presidencia de América Latina para el caso)

En el centro de San Salvador, cerca de la Catedral Metropolitana, se encuentra una plaza de pequeño tamaño con el nombre de Ayala. En el sitio hay una placa que dice

Prudencia Ayala, salvadoreña de sangre indígena, precursora de la lucha por los derechos humanos de la mujer.

Existen diversas organizaciones que hacen honor a su nombre, destacando la Concertación Feminista Prudencia Ayala.
En marzo de 2009, con motivo del día de la mujer, y en homenaje a Prudencia Ayala, se representó la obra de teatro Prudencia en tiempos de brujería. En 2017, el Kolectivo San Jacinto, productora comunitaria de cine, revivió su historia con el cortometraje "Prudencia". El Museo de la Palabra y la Imagen tiene también una exposición permanente que recupera la historia de Ayala.